# Donald O'Connor
Donald David Dixon Ronald O'Connor (Chicago, 28 d'agost de 1925 - Los Angeles, 27 de setembre de 2003) va ser un ballarí, cantant i actor estatunidenc. Va fer-se famós en una sèrie de pel·lícules que va coprotagonitzar, successivament, amb Gloria Jean, Peggy Ryan i la mula Francis.
O'Connor va néixer en una família de vodevil, on va aprendre a ballar, cantar, tocar comèdia i fer slapstick. La característica més distintiva del seu estil de ball era el seu atletisme, en el qual tenia pocs rivals. No obstant això, va ser el seu encant infantil el que el públic va trobar més atractiu i que va romandre un aspecte atractiu de la seva personalitat al llarg de la seva carrera. En els seus musicals Universal de principis dels anys quaranta, O'Connor era un adolescent astut i de parla ràpida, com Mickey Rooney de Metro-Goldwyn-Mayer. Però pel 1952 i a Cantant sota la pluja, MGM havia conreat un personatge de company molt més simpàtic per a ell, i això va continuant sent la imatge distintiva d'O'Connor.
La seva obra més coneguda va ser la seva rutina de ball "Make 'Em Laugh" a Cantant sota la pluja (1952), per la qual O'Connor va ser guardonat amb un Globus d'Or. També va guanyar un premi Primetime Emmy de quatre nominacions i va rebre dues estrelles al Passeig de la Fama de Hollywood.

## Primers anys
O'Connor va néixer l'any 1925 dels vodevilians Edward "Chuck" O'Connor i Effie Irene (de soltera Crane) a Chicago, el nen número 200 nascut a l'Hospital St. Elizabeth. Els O'Connor van haver d'esforçar-se per recordar on i quan va néixer exactament Donald, a causa dels extensos viatges de la família. Effie era un genet a pèl i Chuck era un forçut i acròbata de circ. La família del seu pare era d'Irlanda.
O'Connor va dir més tard: "Tenia uns 13 mesos, em van dir, quan vaig començar a ballar, i em van agafar per la nuca i em van posar la música i jo ballava. Podries fer-ho amb qualsevol nen, només que em pagaven per això".
Quan O'Connor només tenia dos anys, ell i la seva germana de set anys, Arlene, van ser atropellats per un cotxe mentre creuaven el carrer davant d'un teatre a Hartford, Connecticut; Donald va sobreviure, però la seva germana va morir. Unes setmanes més tard, el seu pare va morir d'un atac de cor mentre ballava a l'escenari de Brockton, Massachusetts.
La mare d'O'Connor era extremadament possessiva amb el seu fill petit a causa d'aquests traumes, i no li va permetre creuar el carrer pel seu compte fins que va complir els 13 anys. Effie també va impedir que O'Connor aprengués rutines de ball perilloses i es va assegurar que sempre sabés on era quan no actuava.

## Carrera

### Família O'Connor
O'Connor es va unir a un acte de ball amb la seva mare i el seu germà gran Jack. Van ser catalogats com la O'Connor Family, the Royal Family of Vaudeville (la família reial de vodevil). Van recórrer el país cantant, ballant, fent comèdia i interpretant. "Tota la nostra família componia un acte", diu. "Realment no teníem cap opció; si eres a la família apareixies en l'acte. M'encantava el vodevil. El públic en directe creava una certa espontaneïtat".
Quan no estaven de gira es quedaven amb l'oncle d'O'Connor, Bill, a Danville, Illinois. O'Connor mai va anar a l'escola.
Més tard va dir: "Vaig aprendre dues rutines de ball. Em semblava el ballarí més gran del món. Vaig fer ales triples i tot. Però mai havia tingut cap formació formal. Així que, quan vaig anar al cinema i vaig començar a treballar amb tots aquells grans ballarins, ho vaig passar terriblement, no podia agafar rutines perquè no tenia cap formació formal— A partir dels 15 vaig haver d'aprendre a ballar. I això és bastant antic perquè algú comenci a ballar realment dur, professionalment."
Contrastant l'estil de dansa vodeviliana amb el del ballet i els musicals, va observar: "Tots els hoofers, ballen de cintura per avall. I vaig haver d'aprendre a ballar de cintura cap amunt. I després em vaig convertir en el que es coneix com a ballarí total."
O'Connor va començar a actuar al cinema l'any 1937, debutant als 11 anys a Melody for Two amb la seva actuació familiar. També va estar a It Can't Last Forever (1937) de Columbia.

### Paramount
O'Connor va signar un contracte a Paramount Studios. Va aparèixer a Men with Wings (1938), dirigida per William Wellman, com el personatge de Fred MacMurray de nen. Va ser el cinquè als títols de crèdit de Sing You Sinners (1938) interpretant el germà petit de Bing Crosby i MacMurray.
Va estar a Sons of the Legion (1938), després va ser acreditat en segon lloc en una pel·lícula B, Tom Sawyer, Detective (1938), interpretant a Huckleberry Finn al costat de Tom Sawyer de Billy Cook. O'Connor va ocupar el tercer lloc tant a Boy Trouble (1939) com a Unmarried (1939), interpretant a John Hartley de jove en aquest últim.
O'Connor va ser quart en Million Dollar Legs (1939) amb Betty Grable. Va interpretar Gary Cooper quan era un nen a Beau Geste (1939), dirigida per Wellman.
Night Work (1939) va ser una seqüela de Boy Trouble i O'Connor va ser a Death of a Champion (1939).
Va anar a Warner Bros per interpretar a Eddie Albert quan era un nen jove a On Your Toes (1939). Després va tornar al seu acte familiar al vodevil durant dos anys.

### Universal
El 1941, O'Connor va signar amb Universal Pictures per 200 dòlars setmanals, començant amb What's Cookin'? (1942), un musical de baix pressupost amb The Andrews Sisters, l'estrella cantant adolescent de l'estudi Gloria Jean i Peggy Ryan. La pel·lícula va ser popular i Universal va començar a desenvolupar O'Connor i Ryan com la seva versió de Mickey Rooney i Judy Garland.
Ell, Ryan i les germanes Andrews van ser a Private Buckaroo (1942) i Give Out, Sisters (1942); després va ser coprotagonista al costat de Jean en quatre pel·lícules: Get Hep to Love (1942), When Johnny Comes Marching Home (1943), It Comes Up Love (1943) i School for Jive, que va mostrar tan bé a O'Connor que es va convertir en el punt focal de la pel·lícula, retitulada Mister Big (1943). Universal va afegir 50.000 dòlars al pressupost i va elevar la pel·lícula "B" a l'estatus "A".
O'Connor i Ryan van estar a Top Man (1943), amb Susanna Foster, i Chip Off the Old Block (1944), amb Ann Blyth. O'Connor i Ryan van tenir cameos a la reunió d'estrelles d'Universal Follow the Boys (1944).
Durant la Segona Guerra Mundial, en el seu 18è aniversari l'agost de 1943, O'Connor va ser reclutat per l'exèrcit dels Estats Units. Abans de presentar-se a la inducció el 6 de febrer de 1944, Universal ja tenia quatre pel·lícules d'O'Connor acabades. Van accelerar la producció per completar quatre més en aquella data, totes amb Ryan: This Is the Life (1944), amb Foster; The Merry Monahans (1944), amb Blyth i Jack Oakie ; Bowery to Broadway (1945), una altra reunió d'estrelles on O'Connor va fer un cameo; i Patrick the Great (1945).

### Tornada de la guerra
Finalment, l'estudi va emparellar O'Connor amb la seva estrella femenina més gran, Deanna Durbin, a Something in the Wind (1947), i el va mantenir ocupat en comèdies musicals: Are You with It? (1948) amb Olga San Juan, Feudin', Fussin' and A-Fightin' (1949) amb Marjorie Main i Percy Kilbride, i Yes Sir, That's My Baby (1949) amb Gloria DeHaven.

### Francis
El 1949, O'Connor va interpretar el paper principal a La mula Francis, la història d'un soldat que fa amic d'una mula parlant. Dirigida per Arthur Lubin, la pel·lícula va tenir un gran èxit. Com a conseqüència, la seva carrera musical es va veure interrompuda constantment per la producció d'una pel·lícula de Francis cada any fins al 1955. O'Connor va dir més tard que les pel·lícules "eren divertides de fer. De fet, eren bastant desafiants. Vaig haver d'actuar seriosament per convèncer el públic que la mula podia parlar".
O'Connor va seguir la primera pel·lícula de la sèrie Francis amb comèdies: Curtain Call at Cactus Creek (1950), The Milkman (1950) i Double Crossbones (1951).
Va fer Francis Goes to the Races (1951), un altre gran èxit. El febrer de 1951 va signar un nou contracte amb Universal per a una pel·lícula a l'any durant quatre anys, el que li va permetre treballar fora de l'estudi.

### Cantant sota la pluja
El gener de 1952 O'Connor va signar un acord de tres pel·lícules amb Paramount. També va rebre una oferta per interpretar Cosmo el pianista a Cantant sota la pluja (1952) a Metro-Goldwyn-Mayer.
Aquesta pel·lícula va incloure la seva interpretació àmpliament coneguda de "Make 'Em Laugh", que va coreografiar amb l'ajuda dels assistents de direcció de dansa i el seu germà. El número va incloure desenes de salts, caigudes de cul i dues tombarelles cap enrere corrent a la meitat d'una paret.
"L'escena s'estava construint cap un crescendo tal que vaig pensar que m'hauria de suïcidar", va dir O'Connor.
Va actuar al costat de Gene Kelly i va guanyar el Globus d'Or de 1953 a la millor interpretació d'un actor en una comèdia o musical.
O'Connor va tornar a Universal per Francis Goes to West Point (1952) i després va tornar a MGM per I Love Melvin (1953), un musical amb Debbie Reynolds.
Va començar a aparèixer regularment a la televisió. Una ressenya l'any 1952 el va anomenar "la nova estrella de 1952. Creat pel cinema, té la versatilitat d'un Jimmy Durante i l'efervescència de la joventut. Pot ballar, pot cantar, pot actuar i pot deixar anar acudits, però encara no amb la delicadesa d'un veterà".
Va donar suport a Ethel Merman a Call Me Madam (1953) a 20th Century Fox, dient més tard que la pel·lícula contenia el seu millor ball. Va protagonitzar un altre musical de Fox, Llums de teatre (1954), que va incloure la música d'Irving Berlin i també van protagonitzar Ethel Merman, Marilyn Monroe (l'interès amorós d'O'Connor a la pantalla), Dan Dailey, Mitzi Gaynor i Johnnie Ray.
Després de Francis Covers the Big Town (1953), Universal va posar O'Connor en un musical en color, Walking My Baby Back Home (1953) amb Janet Leigh.
La indústria i el reconeixement públic d'O'Connor van assolir un punt àlgid l'any 1954, quan se li va demanar que presentés la cerimònia dels Oscar d'aquell any.
Va rebre excel·lents crítiques per Francis Joins the WACS (1954) i estava programat per interpretar e soci de Bing Crosby a White Christmas (1954). O'Connor es va veure obligat a retirar-se perquè va contreure una malaltia transmesa per la mula i va ser substituït a la pel·lícula per Danny Kaye.
O'Connor, ressentit de com la sèrie Francis havia interferit en la seva carrera musical, va acceptar de mala gana protagonitzar Francis a la marina (1955). Arthur Lubin, que va dirigir la sèrie, va recordar més tard que va ser molt difícil treballar amb O'Connor: "S'asseia al seu vestidor i mirava a l'espai, i crec que tenia problemes a casa".
Universal no va renovar el contracte d'O'Connor després de 13 anys amb la companyia. En un dinar de comiat, els directius de l'estudi li van fer amb un obsequi: una càmera i 14 rotllos de pel·lícula. O'Connor va quedar sorprès davant la insignificança del regal després de tots els milions de dòlars que havia fer guanyar a l'estudi, i més tard va recordar: "Què puc dir d'aquesta gent?"
O'Connor i Bing Crosby es van unir a Anything Goes (1956) a Paramount. Aquest estudi també va estrenar The Buster Keaton Story (1957), en què O'Connor tenia el paper principal.
L'Orquestra Simfònica de Brussel·les va gravar part del seu treball, i el 1956 va dirigir la Filharmònica de Los Angeles en una interpretació de la seva primera simfonia, "Reflections d'Un Comique".

### Televisió
O'Connor va ser un presentador habitual del Colgate Comedy Hour de la NBC, i va protagonitzar The Donald O'Connor Show (1954–55) durant una temporada.
Va presentar un especial de televisió en color a la NBC el 1957, un dels primers programes en color que es van conservar en un cinescopi en color; un fragment de la transmissió es va incloure a l'especial del cinquantè aniversari de la NBC el 1976.
A finals de la dècada de 1950 va començar a protagonitzar programes com Playhouse 90, The DuPont Show of the Month i The Red Skelton Hour. Però el seu enfocament es va traslladar cada cop més a les gires en directe.

### Dècada de 1960
O'Connor va formar equip amb Glenn Ford a Cry for Happy (1961) a Columbia i va interpretar el paper principal a The Wonders of Aladdin (1961) per a MGM.
Posteriorment es va centrar en el treball de teatre i el seu acte de discoteca, actuant a Las Vegas. Va tornar a Universal per primera vegada en deu anys per fer la comèdia de Sandra Dee That Funny Feeling (1965).
Va fer episodis de Bob Hope Presents the Chrysler Theatre, Vacation Playhouse, ABC Stage 67 i The Jackie Gleason Show. També va aparèixer en diverses produccions de Little Me.
El 1968, O'Connor va organitzar un programa d'entrevistes sindicat també anomenat The Donald O'Connor Show. El programa es va cancel·lar perquè el ballarí s'estava tornant "massa polític" i l'estudi va recriminar a O'Connor.

### Dècada de 1970
Va començar a utilitzar pastilles de nitroglicerina abans de les actuacions perquè tingués la resistència per completar-les. Després va patir un atac de cor el 1971, que el va portar a deixar de prendre la medicació.
Va estar en una producció televisiva de Li'l Abner (1971) i va continuar actuant a l'escenari, sobretot a Las Vegas.
Va protagonitzar episodis de The Girl with Something Extra, Ellery Queen, La dona biònica, Police Story i Hunter.
O'Connor va afirmar haver superat la seva depressió després d'haver estat hospitalitzat durant tres mesos després de col·lapsar-se el 1978. Va escriure cartes als seus amics i familiars explicant que la seva vida havia "canviat completament". El ballarí va quedar paralitzat de cintura per avall, però es va recuperar mitjançant teràpia física. Les cartes detallen la vida d'altres pacients, especialment un home de 30 anys que estava completament immobilitzat.
"No tornaré a donar per fet res del que tinc", escrivia a cada carta. O'Connor va acreditar els pacients que va conèixer i va agrair a Déu que li permetés recuperar-se.

### Dècada de 1980
Va aparèixer com a animador de l'era de la llum de gas a la pel·lícula Ragtime de 1981, destacada per les actuacions de James Cagney i Pat O'Brien. Va ser el seu primer paper al llargmetratge en 16 anys.
O'Connor va aparèixer a l'obra de curta durada Bring Back Birdie a Broadway el 1981. L'any següent va estar a I Ought to Be in Pictures a Los Angeles.
Va ser el capità Andy en un revival de curta durada a Broadway de Show Boat (1983) i va continuar fent gira en diversos espectacles.
"He estat sempre a la carretera", va dir el 1985, i va afegir "Em plantejaria una altra pel·lícula o una sèrie de televisió, però no interpretaré a un vell. Art Carney té la meva edat i està fent carrera per ser vell. Jo encara estic cantant i ballant. No estic preparat per ser vell".
O'Connor va protagonitzar The Littlest Hobo, Fantasy Island, Simon &amp; Simon, Hotel, Alice in Wonderland, The Love Boat i Highway to Heaven, i va aparèixer a les pel·lícules Pandemònium (1982), A Mouse, a Mystery and Me (1982). 1988) i A Time to Remember (1988).
Va comprar un teatre, el Donald O'Connor Theatre, i hi va actuar amb els seus fills. En una entrevista de 1989, va dir: "Hi ha un element que vol entretenir-se, i no troben aquest tipus de coses que faig. I sí, crec que ho porto bé. Canto, ballo, faig comèdia. No sóc amenaçador. Quan creixes en una família de circ, com més coses aprens, més et paguen. Així que puc fer comèdia directa sense cançons ni balls; puc fer tota mena de combinacions. M'adapto al que estigui de moda a cada moment."
Va patir problemes cardíacs i es va sotmetre a una cirurgia de quàdruple bypass el 1990.

### Dècada de 1990
O'Connor va continuar fent aparicions en cinema i televisió durant la dècada de 1990, inclosa la pel·lícula de Robin Williams Toys (1992) com a president d'una empresa de fabricació de joguines. Va continuar actuant en directe.
Va tenir papers com a convidat a S'ha escrit un crim, Tales from the Crypt, The Building, The Nanny i Frasier, i va estar a les pel·lícules Bandit: Bandit's Silver Angel (1994) i Father Frost (1996).
L'any 1992 va dir: "Mai he volgut ser una superestrella. Estic treballant per ser un quàsar, perquè les estrelles es desgasten. Els quàsars continuen per sempre... Busco papers on moro i parlen de mi per la resta de la pel·lícula".
El 1998, va rebre una Golden Palm Star a Palm Springs, Califòrnia, Walk of Stars.
L'última pel·lícula llargmetratge d'O'Connor va ser la comèdia de Jack Lemmon - Walter Matthau Out to Sea, en què va interpretar a un amfitrió de ball en un creuer. O'Connor encara estava fent aparicions públiques fins ben entrat el 2003. Va dir que sortia a la carretera "unes 32 setmanes a l'any. Faig el meu treball de concert i faig discoteques i coses d'aquest tipus. Així que ja no ballo gaire, però en faig prou per mostrar a la gent que encara puc mou les cames".

## Vida personal
O'Connor es va casar dues vegades i va tenir quatre fills. El seu primer matrimoni va ser el 1944 amb Gwendolyn Carter, quan ell tenia 18 anys i ella 20. Es van casar a Tijuana. Junts van tenir una filla, Donna. La parella es va divorciar el 1954.
Va estar casat amb Gloria Noble des de l'11 d'octubre de 1956 fins a la mort d'ell. Van tenir 3 fills, Alice, Fred i Kevin. Van estar casats durant 47 anys i van viure a Thousand Oaks, CA. Gloria va morir l'11 de juny de 2013 per causes naturals.
O'Connor es va sotmetre a una cirurgia de bypass cardíac quàdruple el 1990, i gairebé va morir d'una pneumònia pleural el gener de 1999. Va morir per complicacions d'una insuficiència cardíaca el 27 de setembre de 2003, als 78 anys a Motion Picture &amp; Television Country House and Hospital, a Woodland Hills, Califòrnia.

## Filmografia

### Cinema
| Any  | Títol                                                  | Role                               | Notes                        |
| ---- | ------------------------------------------------------ | ---------------------------------- | ---------------------------- |
| 1937 | Melody for Two                                         | Acte com especialista              | Sense acreditar              |
| 1937 | It Can't Last Forever                                  | Nen dançaire                       | Sense acreditar              |
| 1938 | Men with Wings                                         | Jove Pat Falconer                  |                              |
| 1938 | Sing You Sinners                                       | Mike Beebe                         |                              |
| 1938 | Sons of the Legion                                     | Butch Baker                        |                              |
| 1938 | Tom Sawyer, Detective                                  | Huckleberry Finn                   |                              |
| 1939 | Boy Trouble                                            | Butch                              |                              |
| 1939 | Unmarried                                              | Jove Ted Streaver                  |                              |
| 1939 | Million Dollar Legs                                    | Sticky Boone                       |                              |
| 1939 | Beau Geste                                             | Jove Beau Geste                    |                              |
| 1939 | Night Work                                             | Butch Smiley                       |                              |
| 1939 | Death of a Champion                                    | Small Fry                          |                              |
| 1939 | On Your Toes                                           | Jove Phil Dolan Jr.                |                              |
| 1942 | What's Cookin'?                                        | Tommy                              |                              |
| 1942 | Private Buckaroo                                       | Donny                              |                              |
| 1942 | Give Out, Sisters                                      | Don                                |                              |
| 1942 | Get Hep to Love                                        | Jimmy Arnold                       |                              |
| 1942 | When Johnny Comes Marching Home                        | Frankie Flanagan                   |                              |
| 1943 | It Comes Up Love                                       | Ricky Ives                         |                              |
| 1943 | Mister Big                                             | Donald J. O'Connor, Esq.           |                              |
| 1943 | Top Man                                                | Don Warren                         |                              |
| 1944 | Chip Off the Old Block                                 | Donald Corrigan                    |                              |
| 1944 | Follow the Boys                                        | Donald O'Connor                    |                              |
| 1944 | This Is the Life                                       | Jimmy Plum                         |                              |
| 1944 | Patrick the Great                                      | Pat Donahue Jr.                    |                              |
| 1944 | The Merry Monahans                                     | Jimmy Monahan                      |                              |
| 1944 | Bowery to Broadway                                     | Especialista Número 1              |                              |
| 1947 | Something in the Wind                                  | Charlie Read                       |                              |
| 1948 | Are You With It?                                       | Milton Haskins                     |                              |
| 1948 | Feudin', Fussin', and A-Fightin'                       | Wilbur McMurty                     |                              |
| 1949 | Yes Sir That's My Baby                                 | William Waldo Winfield             |                              |
| 1949 | Screen Snapshots: Motion Picture Mothers, Inc.         | Himself                            | Curtmetratge                 |
| 1950 | La mula Francis (Francis)                              | Peter Stirling                     |                              |
| 1950 | Curtain Call at Cactus Creek                           | Edward Timmons                     |                              |
| 1950 | The Milkman                                            | Roger Bradley                      |                              |
| 1951 | Double Crossbones                                      | Davey Crandall                     |                              |
| 1951 | Francis va a les curses (Francis Goes to the Races)    | Peter Stirling                     |                              |
| 1952 | Cantant sota la pluja                                  | Cosmo Brown                        |                              |
| 1952 | Francis va a West Point (Francis Goes to West Point)   | Peter Stirling                     |                              |
| 1953 | Call Me Madam                                          | Kenneth Gibson                     |                              |
| 1953 | I Love Melvin                                          | Melvin Hoover                      |                              |
| 1953 | Francis a la gran ciutat (Francis Covers the Big Town) | Peter Stirling                     |                              |
| 1953 | Walking My Baby Back Home                              | Clarence 'Jigger' Millard          |                              |
| 1954 | Francis i les Wacs                                     | Peter Stirling                     |                              |
| 1954 | Llums de teatre                                        | Tim Donahue                        |                              |
| 1955 | Francis a la marina                                    | Lt. Peter Stirling/Slicker Donovan |                              |
| 1956 | Anything Goes                                          | Ted Adams                          |                              |
| 1957 | The Buster Keaton Story                                | Buster Keaton                      |                              |
| 1961 | Plorar d'alegria                                       | Murray Prince                      |                              |
| 1961 | The Wonders of Aladdin                                 | Aladdin                            |                              |
| 1965 | That Funny Feeling                                     | Harvey Granson                     |                              |
| 1974 | Just One More Time                                     | Ell mateix                         | Curtmetratge/sense acreditar |
| 1974 | Això és l'espectacle!                                  | Ell mateix                         |                              |
| 1978 | The Big Fix                                            | Francis Joins the Navy             |                              |
| 1981 | Ragtime                                                | Instructor de ball                 |                              |
| 1982 | Pandemònium                                            | Mr. Dandy                          |                              |
| 1989 | A Time to Remember                                     | Father Walsh                       |                              |
| 1992 | Toys                                                   | Kenneth Zevo                       |                              |
| 1994 | Bandit's Silver Angel                                  | Uncle Cyrus                        |                              |
| 1996 | Father Frost                                           | Baba Iagà                          |                              |
| 1997 | Out to Sea                                             | Jonathan Devereaux                 |                              |

| Any       | Títol                             | Paper                                   | Notes                                                       |
| --------- | --------------------------------- | --------------------------------------- | ----------------------------------------------------------- |
| 1950      | All Star Revue                    | Ell mateix                              | Episodi: "1x5"                                              |
| 1951–1954 | Colgate Comedy Hour               | Ell mateix                              | 20 episodis                                                 |
| 1953-1962 | The Ed Sullivan Show              | Ell mateix                              | 3 episodis                                                  |
| 1954      | The Jimmy Durante Show            | Ell mateix                              | Episodi: "1x1"                                              |
| 1954–1955 | The Donald O'Connor Show          | Ell mateix                              | 19 episodis                                                 |
| 1956–1961 | The Dinah Shore Chevy Show        | Ell mateix                              | 2 episodis                                                  |
| 1957      | Playhouse 90                      | Ell mateix/Dr. Robert Harrison          | 2 episodis: The Clouded Image & The Jet Propelled Couch     |
| 1958      | DuPont Show of the Month          | Johnny Shaw                             | Episodi: "The Red Mill"                                     |
| 1958      | The Red Skelton Hour              | Ell mateix                              | Episodi: "Friends of the Red Skelton Variety Show"          |
| 1959      | Pontiac Star Parade               | Ell mateix                              | Television special                                          |
| 1962      | Tonight Starring Jack Paar        | Presentador convidat                    | 5 episodis                                                  |
| 1963      | The Judy Garland Show             | Ell mateix                              | Episodi: "1x7"                                              |
| 1964–1967 | The Hollywood Palace              | Presentador                             | 6 episodis                                                  |
| 1964      | Petticoat Junction                | N/D                                     | Director episodi: "The Ladybugs"                            |
| 1964      | The Bob Hope Thanksgiving Special | Ell mateix                              | Especial de televisió                                       |
| 1964—1966 | The Bell Telephone Hour           | Ell mateix                              | 3 episodis                                                  |
| 1964–1969 | The Bob Hope Show                 | Ell mateix                              | 2 episodis                                                  |
| 1966      | The Crysler Theatre               | Benjamin Boggs                          | Episodi: "Brilliant Benjamin Boggs"                         |
| 1966      | Vacation Playhouse                | Donald Dugan                            | Episodi: "The Hoofer"                                       |
| 1966      | ABC Stage 67                      | Hermes                                  | Episodi: "Olympus 7-0000"                                   |
| 1967–1974 | The Dean Martin Show              | Ell mateix                              | 5 episodis                                                  |
| 1968      | ...and Debbie Makes Six           | Ell mateix                              | Especial de televisió                                       |
| 1968–1969 | The Donald O'Connor Show          | Ell mateix                              | 5 episodis                                                  |
| 1969–1970 | The Carol Burnett Show            | Ell mateix                              | 2 episodis                                                  |
| 1969      | The Jackie Gleason Show           | Charlie Ryan/Charlie Pineapple          | Episodi: "The Honeymooners: Hawaii, Oh! Oh!"                |
| 1970      | The Engelbert Humperdinck Show    | Himself                                 | Episodi: "1x1"                                              |
| 1970      | The Andy Williams Show            | Himself                                 | 2 episodis                                                  |
| 1970      | The Don Knotts Show               | Himself                                 | Episodi: "1x10"                                             |
| 1971      | Li'l Abner                        | General Bashington T. Bullmoose         | Especial de televisió                                       |
| 1972      | The Bobby Darin Amusement Company | Himself                                 | Episodi: "1x4"                                              |
| 1972–1973 | The Julie Andrews Hour            | Himself                                 | 2 episodis                                                  |
| 1973      | The Bobby Darin Show              | Himself                                 | Episodi: "1x7"                                              |
| 1974      | The Girl with Something Extra     | William                                 | Episodi: "Irreconcilable Sameness"                          |
| 1975      | Ellery Queen                      | Kenneth Freeman                         | Episodi: "The Comic Book Crusader"                          |
| 1976      | La dona biònica                   | Harry Anderson                          | Episodi: "A Thing of the Past"                              |
| 1976      | Police Story                      | Holly Connor                            | Episodi: "Payment Deferred"                                 |
| 1976      | Tony Orlando and Dawn             | Himself                                 | Episodi: "Donald O'Connor/Soupy Sales"                      |
| 1977      | Hunter                            | Lou Martin                              | Episodi: "The Costa Rican Connection"                       |
| 1980      | Lucy Moves to NBC                 | Himself                                 | Telefilm                                                    |
| 1980      | The Steve Allen Comedy Hour       | Himself                                 | Episodi: "Donald O'Connor, Martin Mull, Joey Forman"        |
| 1981–1986 | The Love Boat                     | Howard Enicker/Leo Halbert/Oscar Tilton | 3 episodis                                                  |
| 1981      | Alice                             | Himself                                 | Episodi: "Guinness on Tap"                                  |
| 1981      | Standing Room Only                | George M. Cohen                         | Episodi: "The Last Great Vaudeville Show"                   |
| 1982      | The Littlest Hobo                 | Freddie the Clown                       | Episodi: "The Clown"                                        |
| 1982      | Fantasy Island                    | Dr. Johnn Watson                        | Episodi: "The Cast Against Mr. Roarke/Save Sherlock Holmes" |
| 1983      | Simon and Simon                   | George Decova/Barnaby the Great         | Episodi: "Grand Illusion"                                   |
| 1983      | Alice in Wonderland               | Mock Turtle                             | Telefilm                                                    |
| 1983      | Hotel                             | David Connelly                          | Episodi: "The Offer"                                        |
| 1985      | Half Nelson                       | Director                                | Episodi: "The Deadly Vase"                                  |
| 1985      | Alice in Wonderland               | The Lory Bird                           | Minisèrie                                                   |
| 1987      | Highway to Heaven                 | Jackie Clark                            | Episodi: "Playing for Keeps"                                |
| 1987      | A Mouse, a Mystery and Me         | Alex the Mouse (veu)                    | Especial de televisió                                       |
| 1990      | Murder, She Wrote                 | Barry Barnes                            | Episodi: "The Big Show of 1965"                             |
| 1992      | Tales from the Crypt              | Joseph Renfield                         | Episodi: "Strung Along"                                     |
| 1993      | The Building                      | Mr. Kennedy                             | Episodi: "Father Knows Best"                                |
| 1996      | Frasier                           | Harlow Stafford                         | Episodi: "Crane vs. Crane"                                  |
| 1996      | The Nanny                         | Fred                                    | Episodi: "Freida Needa Man"                                 |

### Teatre
- Little Me (1964; 1965; 1968; 1980)
- Promises, Promises (1972)
- Where's Charley? (1976)
- Weekend with Feathers (1976)
- Sugar (1979)
- Wally's Cafe (1980)
- Bring Back Birdie (1981)
- Say Hello to Harvey (1981)
- Show Boat (1982; 1983)
- I Ought to Be in Pictures (1982)
- How to Succeed in Business Without Really Trying (1985)
- Two for the Show (1989)
- Charley's Aunt (1989)
- The Sunshine Boys (1990)
- The Fabulous Palm Springs Follies (1998)